# Giovanni Russo Spena
Giovanni Russo Spena (Acerra, 10 novembre 1945) è un politico italiano, deputato alla Camera e senatore della Repubblica, a lungo militante nei partiti della sinistra radicale.

## Biografia
Nato ad Acerra, comune della città metropolitana di Napoli, figlio dell'onorevole democristiano Raffaello Russo Spena, consegue la laurea in giurisprudenza nel 1969, svolgendo poi per diversi anni il ruolo di docente universitario a Napoli.
Iniziò la sua carriera politica nel 1971, prendendo parte alla fondazione del Movimento Politico dei Lavoratori (MPL), di cui nel 1972 venne nominato segretario regionale in Campania.
Dopo che il MPL decise di sciogliersi, confluendo nelle file del Partito Socialista Italiano, Russo Spena, assieme a Domenico Jervolino, Gian Giacomo Migone e altri, fu contrario a questa scelta, così la sinistra del movimento - da lui guidata - costituì nel 1972, con la sinistra del PSIUP, il Partito di Unità Proletaria (PdUP), che in seguito all'unificazione con il gruppo de Il manifesto cambiò nome in PdUP per il comunismo.
Nel 1978 aderì, con la sinistra scissionista del PdUP, a Democrazia Proletaria (DP), partito di cui fu segretario nazionale dal 1987 (dopo le dimissioni di Mario Capanna) fino al 1991. Sempre nel 1987 fu eletto deputato alla Camera per DP.
Nel 1991 fu favorevole allo scioglimento di Democrazia Proletaria e la sua confluenza in Rifondazione Comunista di Armando Cossutta, dove venne riconfermato deputato alle politiche del 1992.
Il 29 aprile 1993 votò alla Camera contro l'autorizzazione a procedere richiesta nei confronti del leader socialista Bettino Craxi, coinvolto nelle vicende di Tangentopoli, e che aveva ricevuto il 15 dicembre dell'anno precedente il primo avviso di garanzia: questo voto a favore dell'immunità, contrario all'orientamento del suo gruppo parlamentare, non fu visto favorevolmente da chi apparteneva alla schiera politica di Russo Spena e fu fra le probabili cause della non rielezione alla tornata di voto successiva, per il Parlamento, del 1994.
Alle elezioni europee del giugno 1994 è stato candidato da Rifondazione nella circoscrizione Italia meridionale, ottenendo 12.500 preferenze, ma senza risultare eletto.
Alle elezioni politiche del 1996 viene eletto al Senato della Repubblica, sotto il simbolo de L'Ulivo grazie all'accordo di desistenza, nel collegio elettorale di Palermo Sud: non si presentava il Polo per le Libertà e il principale rivale era il radicale Pietro Milio. Nel 1996, intanto, la corrente del PRC costituita dalla ex-maggioranza DP (guidata da Paolo Ferrero) passò dalla minoranza alla maggioranza di Fausto Bertinotti; Russo Spena è quindi, con Ferrero, il più rappresentativo esponente di quest'area.
Alle politiche del 2001 viene rieletto alla Camera e diventa vice-capogruppo del PRC.
Nel corso della sua carriera politica ha fatto parte della Commissione parlamentare Antimafia e in questa veste nel 2001 pubblicò il manoscritto Peppino Impastato: anatomia di un depistaggio, incentrato sull'attentato subito dal militante demoproletario siciliano Peppino Impastato, e si impegnò anche nel caso di Silvia Baraldini.
Alle politiche del 2006 viene rieletto senatore per Rifondazione in Sicilia ed è stato presidente del gruppo parlamentare del partito al Senato. Dopo la caduta del governo Prodi II, decise di non volersi più candidare per un seggio al Parlamento.
Dal settembre 2008 è Responsabile del Dipartimento Giustizia del PRC.
Ha tre figli: Raffaello, Maurizia e Giacomo,  giornalista che scrive, fra le altre testate, per MicroMega e Huffington Post.

## Documentari
- Nel 2014 partecipa al documentario Fuoco amico - La storia di Davide Cervia sulla vicenda del militare scomparso nel 1990.